# 李淑勤
李淑勤，生 1971年3月，中國粵劇花旦，佛山市青年粤剧团副团长，亦是有史以來最年輕的，第二十一届中国戏剧梅花奖的得主。

## 生平
李淑勤自小喜愛粵劇表演，在 12 岁时考入广东省粤剧学校。經過六年刻苦的學習，她終於以优异的成绩順利毕业，並進入佛山青年粤剧团，正式開始演藝生涯。
1991年，剧团計劃赴香港與一位著名花旦合作演出，不料該花旦临时因故退出，剧团在無計可施之下決定派李淑勤擔正主角負責是次演出。雖然初出茅廬未久，但李淑勤憑著堅強的毅力和決心努力練習唱做唸打及做好熟读剧本和投入角色等準備，這次生平第一次的表演終於獲得巨大的成功，不僅香港的观众對她這個广东省最年轻的担纲花旦好評如潮，連最初擔心她的演出不討好的团长彭炽权也對她刮目相看。
在1993年舉辦的第三届中国戏剧节上，李淑勤出演《顺治与董鄂妃》裡的董鄂妃。精湛的演技和甜潤的唱腔使她獲得大量獎項，同時也奠定了她在粵劇界的地位。其後她參加了多場公開演出，曾先后与罗家宝、梁耀安、尹光等著名的粤剧表演家合作，締造出不少藝術性高的作品。迄今她已参加了超過三十齣大戲的演出，並随团赴過多个國家表演，包括新加坡、美国等。

## 曾擔任角色
- 《顺治与董鄂妃》–董鄂妃
- 《丽人怨》–金花
- 《铁血红伶》–张自芳
- 《梨花情》–梨花
- 《花江恩仇未了情》–彩月
- 《白蛇传》–白素贞
- 《樊梨花三气薛丁山》–樊梨花
- 《哑女告状》–哑女
- 《洛水情梦》–甄宓
- 《南唐李后主》–小周后
- 《奇情記》–十三姨
- 《七星庙堂结良缘》–佘赛花
- 《一夜皇妃》–李丹

## 獲得獎項
- 1995年广东第六届国际艺术节表演一等奖
- 中国戏剧节演员奖
- 第四届广东艺术节–优秀青年演员
- 佛山市文茂艺术大奖
- 第六届广东五四青年奖章
- 广东省人民政府授予『先进工作者』称号
- 1996年獲選為『佛山十大杰出青年』
- 1999年省委宣传部、省文化厅、省剧协列为广东省艺术表演人才『跨世纪之星』
- 2002年第八届广东省艺术节获表演金奖
- 2004年第二十一屆中國戲劇梅花獎